# Bernard Darniche
Bernard Jean Darniche, född 28 mars 1942 i Cenon är en fransk rally- och racerförare.
Darniche blev tvåfaldig europamästare i rally under 1970-talet.